# 가상 머신

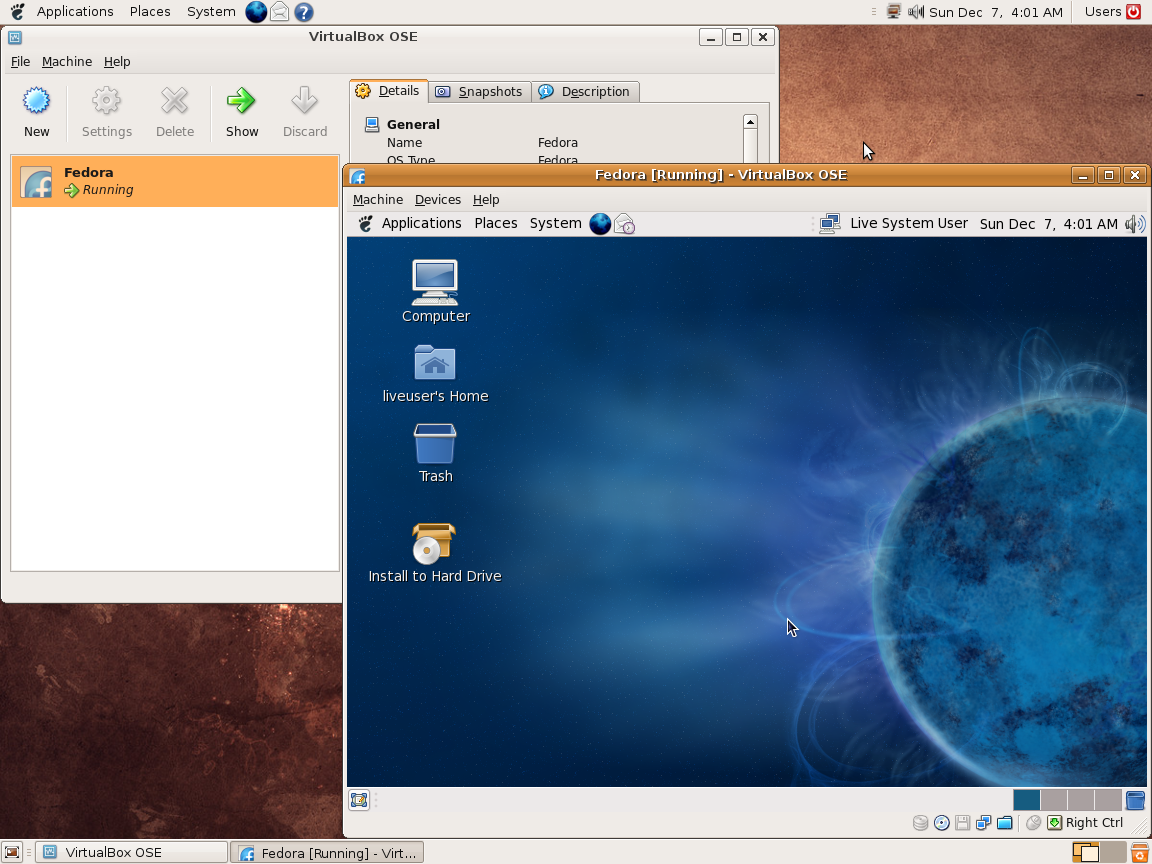
가상 머신 프로그램인 버추얼박스의 실행 중 모습.

가상 머신(영어: virtual machine, VM)은 컴퓨팅 환경을 소프트웨어로 구현한 것, 즉 컴퓨터 시스템을 에뮬레이션(가상현실화)하는 소프트웨어다. 가상머신상에서 운영 체제나 응용 프로그램을 설치 및 실행할 수 있다.
다른 기능들이 있는 여러 종류의 가상 머신들이 있다.
시스템 가상 머신들은(또한 완전한 가상화 가상 머신들으로 알려진) 물리적 시스템(물리적 인터페이스)을 대체하고 완전한 운영체계의 실현을 위해 요구되는 기능들을 제공한다. 하이퍼바이저는 하드웨어를 공유하고 관리하기 위해 네이티브 실행을 이용한다. 그리고 하이퍼바이저는 독립된 다른 환경들을 같은 물리적인 기계에서 실행하기 위해서 허용한다. 현대의 하이퍼바이저들은 하드웨어의 도움을 받는 가상화를 이용하는데, 그것들은 주로 주CPU들의 특정 하드웨어 기능을 사용하여 효과적이고 완전한 가상화를 제공한다. 프로세스 가상머신들은 플랫폼에 독립적인 프로그램 실행 환경과 추상화를 제공하여 하나의 프로그램을 실행하도록 설계되었다.

## 정의
가상 머신은 원래 Popek와 Goldberg가 "실제 컴퓨터의 효율적이고 고립된 복제물"로 정의했다. 현재는 "실제 하드웨어와 직접적인 통신이 없는 가상 컴퓨터"를 가리킨다.
가상 머신은 실제 컴퓨터와 어느 정도의 통신과 사용을 기반으로 두 가지로 나뉜다. 시스템 가상 머신은 완전한 시스템 플랫폼을 제공하며, 다시 말해 완전한 운영 체제 (OS)의 실행을 지원한다. 반대로, 프로세스 가상 머신은 하나의 단일 프로그램을 실행하기 위해 만들어져 있는데, 다시 말해 단일 프로세스를 지원한다. 가상 머신의 중요한 특징은 안에서 돌아가는 소프트웨어가 가상 머신이 제공하는 환경과 자원에 제한을 받으며 가상 세계를 벗어날 수 없다는 것이다.

### 시스템 가상 머신
시스템 가상 머신은 때로 하드웨어 가상 머신이라고 하며 각 운영 체제를 실행하는 가상 머신 사이의 기초가 되는 물리 컴퓨터를 다중화(multiplex)한다. 가상화를 제공하는 소프트웨어 계층은 가상 머신 모니터 또는 하이퍼바이저라고 한다. 하이퍼바이저는 순 그대로의 하드웨어 또는 호스트 운영 체제 위에서 실행할 수 있다.
시스템 가상 머신의 주요 이점:
- 여러 운영 체제를 쓰는 환경은 운영 체제가 완벽히 고립된 채로 같은 컴퓨터에서 존재할 수 있다.
- 가상 머신은 실제의 컴퓨터가 제공하는 것과 다른 형태의 명령어 집합 구조 (ISA)를 제공한다.

저만의 운영체제를 실행하는 여러 개의 가상 머신들을 게스트 운영 체제라고 하며, 다른 장치가 충돌을 피하기 위해 각 장치에서 실행하기 위한 서버 통합(server consolidation)에서 쓰이며, 각 가상 머신에서는 같은 물리 컴퓨터에서 실행된다. 이러한 사용을 제품 품질의 고립(QoS 고립)이라고 한다.
여러 개의 운영 체제를 사용하려는 열망은 가상 머신의 원래 취지였으며, 여러 개의 단일 작업 운영 체제들 사이에서 시분할 단일 컴퓨터를 허용한다.
게스트 운영 체제들은 모두 같을 필요는 없다. 다시 말해, 같은 컴퓨터에서 다른 운영체제를 돌릴 수 있게 해 준다. (예: 마이크로소프트 윈도우와 리눅스, 또는 최신 버전에서 지원하지 않는 소프트웨어를 지원하기 위해 옛날 버전의 운영체제를 설치) 다른 게스트 운영체제를 지원하기 위해 가상 머신을 사용하는 것은 임베디드 시스템에서 인기를 끌고 있다. 일반적으로 리눅스와 윈도와 같은 높은 수준의 운영 체제로서 실시간 운영 체제를 지원한다.
다른 사용으로는 신뢰할 수 없는 운영체제를 sandbox하는 것이다. 왜냐하면 그 시스템이 개발 하의 시스템일 수도 있기 때문이다. 가상 머신들은 더 나은 오류 수정의 접근과 더 빠른 다시 시동과 더불어 운영 체제 개발에 다른 이점들을 가져다 준다.
QoS 고립을 위한 가상 머신의 인기는 대부분의 동시대 운영 체제가 제공하는 완전하지 못한 자원 고립을 이끈다. 솔라리스 존은 강력한 자원 고립을 제공하는 대체물이다. 존은 가상 머신이 아니지만 "운영 체제 가상화"의 예이다. 여기에는 Virtuozzo, FreeBSD Jail, Linux-VServer, chroot jail, 그리고 OpenVZ와 같은 가상 환경(가상 서버)을 포함한다. 이러한 환경은 운영 체제 안의 프로세스를 어떠한 형태로 둘러싼다.

### 프로세스 가상 머신[1]
프로세스 가상 머신은 응용 프로그램 가상 머신이라고도 하며, 운영 체제 안에서 일반 응용 프로그램을 돌리고 단일 프로세스를 지원한다. 프로세스가 시작하고, '끝내기'되어 파괴될 때 만들어진다. 목적은 플랫폼 - 아무 플랫폼에서나 같은 방식으로 실행하는 프로그램을 허용하고 기초가 되는 하드웨어나 운영 체제의 상세한 부분을 가져오는 독립 프로그래밍 환경을 제공하기 위함이다.
가상 머신이라고 하는 프로세스는 고급 프로그래밍 언어에서 높은 수준의 추출을 제공한다 (가상 머신 시스템에서 낮은 수준의 ISA 추출과 비교하면) — 가상 머신 프로세스들은 해석기를 사용하여 추가된다.
이러한 종류의 가상 머신은 자바 가상 머신을 사용하여 추가되는 자바와 더불어 인기를 끌었다. 또다른 예로는, 닷넷 프레임워크가 있는데 공통 언어 런타임라고 불리는 가상 머신을 실행한다.
가상 머신 프로세스의 특별한 경우는 잠재적으로 균일하지 못한 컴퓨터 클러스터의 통신 구조를 넘어 추출하는 시스템들이다. 그러한 가상 머신은 단일 프로세스로 이루어져 있지 않지만 클러스터에서 물리 컴퓨터마다 하나의 프로세스를 이룬다. 이것들은 병렬 응용 프로그램들을 프로그래밍하는 작업을 쉽게 하기 위해 만들어져 있다. 이로써 프로그램이 운영체제와 상호 작용이 제공하는 통신 구조 보다 알고리즘에 집중할 수 있다. 이것들은 통신이 일어난다는 사실을 숨기지 않고 단일 병렬 컴퓨터로 클러스터를 제공하지 않는다.
다른 가상 머신과 달리, 이러한 시스템들은 특정한 프로그래밍 언어를 제공하지 않지만 기존의 언어에 통합되어 있다. 보통 그러한 시스템은 여러 가지의 언어를 위해 꾸러미를 제공한다. (예: C와 포트란). 병렬 가상 머신 (PVM)와 메시지 전달 인터페이스 (MPI)가 그 예이다. 위에서 실행되는 응용 프로그램들이 모든 운영 체제 서비스의 접근을 가지고 있기 때문에 가상 머신이라고 딱 잘라 말하진 않으므로 "가상 머신"이 제공하는 시스템 모델로도 정의하지 않는다.

## 역사
시스템 가상 머신과 프로세스 가상 머신은 둘 다 1960년대로 거슬러 올라간다.
시스템 가상 머신은 시분할에서 발전하여 호환 시분할 시스템에서 구현되었다. 시분할은 여러 사용자들이 컴퓨터를 병행하여 사용할 수 있게 하였다.
프로세스 가상 머신은 원래 중간 언어를 위한 추상 플랫폼으로 생겨났으며, 초기 예는 1966년 즈음으로 거슬러 올라간다. 초기 1966년의 예는 O-code 머신이었으며, 이 가상 머신은 BCPL 컴파일러의 프론트 엔드에서 발생한 목적 코드를 실행한다.
상당한 진보는 스몰토크-80의 구현에서, 특히 Deutsch/Schiffmann 구현에서 있었으며 프로세스 가상 머신을 사용하는 구현 접근으로서 JIT 컴파일을 가속화시켰다.
현대의 가상 머신은 컴파일을 위한 중간 대상으로서나 인터프리터에서 직접 구현할 플랫폼으로서 사용되는데 그 예로 2013년에 공개된 안드로이드 런타임(ART)은 바이트코드를 네이티브 코드로 컴파일하며, 초기의 달빅 가상 머신은 바이트코드를 해석한다.

## 기술

#### 기초가 되는 실제 하드웨어의에뮬레이션(네이티브 실행)
하드웨어의 완전한 가상화를 말하며 유형 1 또는 2의 하이퍼바이저(hypervisor)를 사용하여 추가된다.
- 하이퍼바이저 유형 1 : 하드웨어에 직접 접근하여 실행한다.
- 하이퍼바이저 유형 2 : 리눅스와 같은 다른 운영 체제에서 실행한다.

각 가상 머신은 기초 하드웨어의 지원을 받는 아무 운영 체제에서나 실행할 수 있다. 사용자들은 두 개 이상의 다른 게스트 운영 체제들을 별도의 "개인" 가상 컴퓨터에서 동시에 실행할 수 있다.

#### 네이티브가 아닌 시스템의 에뮬레이션
가상 머신은 에뮬레이터의 역할을 수행할 수도 있는데, 다른 컴퓨터 프로세서를 위해 쓰인 응용 소프트웨어와 운영 체제가 동작할 수 있게 도와 준다.
몇몇의 가상 머신들은 자세한 규격으로 존재하는 하드웨어만 가상으로 구현한다. 예를 들면:
- p-code machine 규격

프로그래머들이 파스칼 언어 프로그램을 해당 규격을 올바르게 지원하는 가상 머신 소프트웨어가 돌아가는 아무 컴퓨터에서나 쓸 수 있다.
- 자바 가상 머신 규격
- 닷넷 프레임워크 규격의 심장부인 공통 언어 하부구조
- 오픈 펌웨어

플러그인 하드웨어가 아무 종류의 CPU에서나 시동 시간 진단, 설정 구성 코드, 장치 드라이버를 포함하여 실행할 수 있다.
이 기술은 다양한 컴퓨터가 해당 규격에 맞춰 쓰인 아무 소프트웨어나 실행할 수 있게 해 준다. 가상 머신 소프트웨어 자체만, 그 소프트웨어가 실행되는 각 컴퓨터에 맞춰 쓰인다.

#### 운영 체제 수준의 가상화
운영 체제 수준의 가상화는 서버의 가상화 기술로, 서버 컴퓨터를 운영 체제 (커널) 계층 위에서 가상화한다. 파티션으로 생각할 수도 있다. 단일 물리 서버는 여러 개의 작은 파티션으로 쪼개진다 (가상 환경 (VE), 가상 개인 서버 (VPS), 게스트, 존 등이라고도 함)
이러한 각 파티션은 사용자들의 관점에서 실제 서버와 비슷해 보인다.

## 가상 머신을 지원하는 하드웨어 목록
- AMD-V (이전의 코드 이름: Pacifica)
- ARM 트러스트존
- 보스톤 서킷 gCore (grid-on-chip) - 16 개의 ARC 750D 코어와 시분할 하드웨어 가상화 모듈.
- Freescale PowerPC MPC8572 and MPC8641D
- IBM System/370, System/390, 그리고 zSeries 메인프레임
- 인텔 VT (이전의 코드 이름: Vanderpool)
- 썬 마이크로시스템즈 Logical Domains (SPARC)

## 가상 머신 소프트웨어 목록

### 가상 머신 응용 소프트웨어
- 공통 언어 런타임 - C#, 비주얼 베이직 .NET, J#, Managed C++
- EiffelStudio for the 에펠 프로그래밍 언어
- 얼랑
- 포스 버추얼 머신 - 포스
- Glulx - Glulx, Z-code
- Hec - Hasm Assembler
- 인페르노 - 림보
- 자바 가상 머신 - 자바, 나이스, NetREXX
- Low Level 버추얼 머신 (LLVM) - currently C, C++, Stacker
- 루아
- 어도비 플래시 플레이어 - SWF
- MMIX - MMIXAL
- Neko 버추얼 머신 - currently Neko, haXe
- O-code 머신 - BCPL
- p-code 머신 - 파스칼
- 패럿 - 펄 6
- 펄 가상 머신 - 펄
- Portable.NET - C#, Visual Basic .NET, J#, Managed C++
- YARV - 루비
- ScummVM - Scumm
- SECD 머신 - ISWIM, Lispkit Lisp
- Sed the stream-editor can also be seen as a VM with 2 storage spaces.
- 스몰토크 가상 머신 - 스몰토크
- SQLite 버추얼 머신 - SQLite opcodes
- Squeak 버추얼 머신 - Squeak
- SWEET16
- 트루타입 버추얼 머신 - 트루타입
- Valgrind - checking of memory accesses and leaks in x86/x86-64 code under 리눅스
- VX32 버추얼 머신 - application-level virtualization for native code
- Virtual Processor (VP) from Tao Group (UK).
- Waba - 버추얼 머신 for small devices, similar to Java
- Warren Abstract 머신 - Prolog, CSC GraphTalk
- Z-머신 - Z-코드
- Zend Engine - PHP

### 하드웨어 가상 머신 소프트웨어
- vThere (From Sentillion, Inc. )
- ATL (A MTL 버추얼 머신)
- Bochs, portable open source x86 / AMD64 PCs emulator
- CoLinux Open Source Linux inside Windows
- Denali, uses paravirtualization of x86 for running para-virtualized PC operating systems.
- FAU머신
- Integrity Workstation Green Hills Software
- LilyVM is a lightweight 버추얼 머신An introduction
- 마이크로소프트 버추얼 PC, 마이크로소프트 버추얼 서버
- OKL4
- 페러럴즈 워크스테이션, provides virtualization of x86 for running unmodified PC operating systems
- 페러럴즈 데스크톱, provides virtualization of x86 for running 버추얼 머신s on Mac OS X or higher
- QEMU, is a simulator based on a 버추얼 머신.
- SheepShaver.
- Simics
- SVISTA
- TRANGO real-time embedded hypervisor 보관됨 2020-06-12 - 웨이백 머신
- twoOStwo
- 유저 모드 리눅스
- Virtual Iron (Virtual Iron 3.1)
- VM - IBM
- VMware (ESX Server, Fusion, Virtual Server, Workstation, Player, ACE)
- Xen
- KVM
- 버추얼박스

### 운영 체제 수준의 가상화 소프트웨어
- OpenVZ
- Virtuozzo
- FreeVPS
- Linux-VServer
- FreeBSD Jail
- Solaris Containers

## 같이 보기
- 가상 도스 머신
- XPM (프로세스 머신)